# Split Pride
Split Pride är en årligen återkommande HBTQ-festival och prideparad i Split i Kroatien. Festivalen har hållits sedan år 2011 då Split (efter Zagreb) blev den andra staden i Kroatien med en årligen återkommande prideparad.

## Historia
Split är sett till invånarantalet Kroatiens näst största stad. År 2002 hölls den första prideparaden i huvudstaden Zagreb och den 11 juni 2011 blev Split den andra staden i landet att hålla en marsch för HBTQ-personer. Den första pridenparaden i Split möttes av motdemonstrationer och våld vilket väckte en samhällsdebatt där det politiska etablissemanget tog avstånd från motdemonstranternas agerande. Sedan den första prideparaden har marscherna inte mötts av nämnvärt motstånd samtidigt som de har kännetecknats av stort polisiärt beskydd.
Sedan starten har festivalen tilldelats ett motto och ett tema.
| År   | Datum   | Festivalnamn     | Motto                                                                 | Tema | Antal deltagare |
| ---- | ------- | ---------------- | --------------------------------------------------------------------- | --- | --------------- |
| 2011 | 11 juni | Split Pride 2011 | Olika familjer, samma rättigheter (Različite obitelji, jednaka prava) | HBTQ-familjer och deras rättigheter.                                                                                               | 300             |
| 2012 | 9 juni  | Split Pride 2012 | Lika inför lagen! (Jednake/-i pred zakonom!)                          | Lagen om registrerat partnerskap.                                                                                                  | 700             |
| 2013 | 8 juni  | Split Pride 2013 | Full jämlikhet! (Potpuna ravnopravnost!)                              | Inkludering av HBTQ-familjer i familjelagen.                                                                                       | 300             |
| 2014 | 7 juni  | Split Pride 2014 | Full jämlikhet! (Potpuna ravnopravnost!)                              | Protest mot fortsatt diskriminering med en speciell partnerskapslag istället för att inkludera HBTQ-relationer i äktenskapsbalken. | 200             |
| 2015 | 6 juni  | Split Pride 2015 | Låt oss gå ut i ett säkert Split (Izađimo u siguran Split!)           | HBTQ-personers rättighet att känna sig säkra och trygga i det offentliga rummet.                                                   | 200             |